# Le Phare de la peur
Pour plus de détails, voir Fiche technique et Distribution.
Le Phare de la peur (Watchtower) est un film canadien réalisé par George Mihalka, sorti en 2001.

## Synopsis
Après le décès de leur père, Kate et son frère Mike déménagent dans une paisible ville de l'Oregon. C'est ici qu'ils font la connaissance de Adam Turrell, un professeur d'anglais travaillant sur son premier roman. Ils tombent rapidement sous le charme de ce séduisant et charismatique étranger mais ne se doutent pas qu'ils viennent de laisser un dangereux tueur en série s'introduire dans leur vie...

## Fiche technique
- Titre : Le Phare de la peur
- Titre original : Watchtower
- Autre titre : Cruel and Unusual
- Réalisation : George Mihalka
- Scénario : Rod Browning, Robert Geoffrion et Dan Witt
- Musique : Michel Cusson
- Photographie : Peter Benison
- Montage : Glenn Berman
- Production : John A. Curtis, Richard O. Lowry et Evan Taylor
- Société de production : Alliance Atlantis Communications, Frontline Entertainment, GFT Entertainment, H30 Filmed Entertainment et Le Monde Entertainment
- Pays :  Canada
- Genre : Drame et thriller
- Durée : 100 minutes
- Dates de sortie : 
  -  Grèce : 19 décembre 2001
  -  États-Unis : 30 avril 2002

## Distribution
- Tom Berenger : Adam Turrell
- Rachel Hayward : Kate O'Conner
- Tygh Runyan : Mike O'Conner
- Elizabeth Carol Savenkoff : Cindy
- Eli Gabay : Adam Terrell
- Ralph Alderman : Jack
- Bruce Dawson : Tom Blanton
- Mitchell Kosterman : l'agent McMurty
- Michael Leisen : Wayne
- Leo Vernik : Dick(as Leo Vernick)